# Mayoración
Una función f (de orden 1) mayor a una g (de orden n) si y solo si:
{\displaystyle f(max(x_{1},x_{2},..,x_{n}))\geq g(x_{1},x_{2},..,x_{n})}
Notación: {\displaystyle f^{(1)}\to g^{(n)}}

## Teoremas referidos a la mayoración
- Toda función recursiva primitiva está mayorada por la función de Ackermann.
  - Recordemos las propiedades de la función de Ackermann:
    - {\displaystyle Sea\;k\in \mathbb {N} ,\;f_{k}\in FRP} (1)
    - {\displaystyle Sea\;a>b,\;f_{k}(a)>f_{k}(b)} (2)
    - {\displaystyle Sea\;x,k\in \mathbb {N} ,\;f_{k}(x)>x} (3)
    - {\displaystyle Sea\;k\in \mathbb {N} ,\;f_{k+1}(x)>f_{k}(x)} (4)

### Lemas

#### Lema (A)
Las funciones recursivas base está mayoradas por {\displaystyle f_{0}}
Sea {\displaystyle X=x_{1},x_{2},..,x_{n}}
Demostración:
- {\displaystyle f_{0}(x)=s(x)\geq s(x)}
- {\displaystyle f_{0}(x)=s(x)\geq 0=z(x)}
- {\displaystyle f_{0}(Max(X))=s(Max(X))\geq x_{j}=p_{j}^{(n)}(X)}

#### Lema (B)
Si {\displaystyle f_{k}\to I^{(n)}\;y\;f_{k}\to h_{i}^{(m)}\;con\;i\;=\;1..m(2)} entonces {\displaystyle f_{k+1}\to \phi \ (I^{(n)},h_{1}^{(m)},h_{2}^{(m)},...,h_{m}^{(m)})}
Demostración:
Si {\displaystyle f_{k}\to h_{i}^{(m)}\;con\;i\;=1..m} entonces {\displaystyle Max(h_{1}(X),h_{2}(X),..,h_{n}(X))\leq f_{k}(Max(X))}
Entonces, {\displaystyle \phi \ (I,h_{1},h_{2},...,h_{m})(X)=I(h_{1}(X),h_{2}(X),...,h_{m}(X))}
Usando la hipótesis y {\displaystyle f^{k}} es creciente (2).
{\displaystyle f_{k}(Max(h_{1}(X),h_{2}(X),..,h_{n}(X)))\leq f_{k}(f_{k}(Max(X)))}
Por definición de función potencia:
{\displaystyle f_{k}(f_{k}(Max(X)))=f_{k}^{2}(Max(X))}
Aplicando (4) varias veces ...
{\displaystyle f_{k}^{2}(Max(X))\leq f_{k}^{(2+1)}(Max(X))\leq ..\leq f_{k}^{(2+Max(X))}(Max(X))}
Por definición:
{\displaystyle f_{k}^{(2+Max(X))}(Max(X))=f_{k+1}(Max(X))}
Por lo tanto, {\displaystyle f_{k+1}\to \phi \ (I^{(n)},h_{1}^{(m)},h_{2}^{(m)},...,h_{m}^{(m)})}
- Datos: Q6007705